# The Linacre Quarterly
The Linacre Quarterly é uma revista acadêmica revisada por pares criada em 1932. É o jornal oficial da Associação Médica Católica e se concentra principalmente na relação entre medicina e espiritualidade, e em particular na ética médica. A revista recebeu o nome de Thomas Linacre, médico inglês e padre católico, que fundou o Royal College of Physicians. A partir de 2013, foi publicado pela Maney Publishing em nome da Catholic Medical Association. Maney foi adquirida pela Taylor & Francis em 2015; a SAGE Publishing tornou-se a editora em 2018.
 

A revista é resumida e indexada no Philosopher's Information Center e no índice católico de periódicos e literatura da American Theological Library Association. 